# TP d'Or al millor presentador
El Premi TP d'Or al millor presentador és un guardó de televisió que es va lliurar a Espanya anualment entre 1972 i 2003. En 2004 els guardons a la presentació van ser comunes per a tots dos sexes, però distingint tres categories: Informatius, Magazines i Entreteniment. Fins a l'última edició dels premis, en 2011, el premi a la millor presentació d'informatius va ser comú per a home i dona, mentre que en el cas de programes d'entreteniment sí es va distingir en les edicions de 2005, 2006 i 2008. Les nominacions van aparèixer en 1990. Fins a aquesta data la publicació informava sobre les candidatures que havien aconseguit la segona i tercera posició en la votació popular.

## Llista
| Any     | Persona                      | Programa                                                     | Resultat       |
| ------- | ---------------------------- | ------------------------------------------------------------ | -------------- |
| 2011*   | Carlos Sobera                | Atrapa un millón                                             | Guanyador      |
| 2011*   | Arturo Valls                 | ¡Ahora caigo!                                                | Nominat        |
| 2011**  | Matías Prats                 | Antena 3 Noticias                                            | Guanyador      |
| 2010*   | Florentino Fernández         | Tonterías las justas                                         | Nominat        |
| 2010*   | Pablo Motos                  | El hormiguero                                                | Nominat        |
| 2010**  | Matías Prats                 | Antena 3 Noticias                                            | Guanyador      |
| 2009*   | Ángel Martín Gómez           | Sé lo que hicisteis...                                       | Nominat        |
| 2009*   | Jorge Javier Vázquez         | Sálvame                                                      | Nominat        |
| 2009**  | Matías Prats                 | Antena 3 Noticias                                            | Guanyador      |
| 2009**  | Pedro Piqueras               | Informativos Telecinco                                       | Nominat        |
| 2008*   | Ángel Martín Gómez           | Sé lo que hicisteis...                                       | Guanyador      |
| 2008*   | Andreu Buenafuente           | Buenafuente                                                  | Nominat        |
| 2008*   | Pablo Motos                  | El hormiguero                                                | Nominat        |
| 2008**  | Matías Prats                 | Antena 3 Noticias                                            | Guanyador      |
| 2008**  | Lorenzo Milá                 | Telediario                                                   | Nominat        |
| 2008**  | Iñaki Gabilondo              | Noticias Cuatro                                              | Nominat        |
| 2007*   | Ángel Martín Gómez           | Sé lo que hicisteis...                                       | Guanyador      |
| 2007*   | Jesús Vázquez Martínez       | Operación Triunfo i Allá tú                                  | Nominat        |
| 2007**  | Matías Prats                 | Antena 3 Noticias                                            | Guanyador      |
| 2007**  | Lorenzo Milá                 | Telediario                                                   | Nominat        |
| 2007**  | Iñaki Gabilondo              | Noticias Cuatro                                              | Nominat        |
| 2006*   | Jesús Vázquez                | Operación Triunfo i Allá tú                                  | Guanyador      |
| 2006*   | El Gran Wyoming              | El intermedio                                                | Nominat        |
| 2006*   | Andreu Buenafuente           | Buenafuente                                                  | Nominat        |
| 2006**  | Matías Prats                 | Antena 3 Noticias                                            | Guanyador      |
| 2006**  | Lorenzo Milá                 | Telediario                                                   | Nominat        |
| 2005*** | Jesús Vázquez Martínez       | Operación Triunfo y Allá tú                                  | Guanyador      |
| 2005*** | Carlos Sobera                | ¿Quién quiere ser millonario?                                | Nominat        |
| 2005*** | Andreu Buenafuente           | Buenafuente                                                  | Nominat        |
| 2005**  | Matías Prats                 | Antena 3 Noticias                                            | Guanyador      |
| 2005**  | Lorenzo Milá                 | Telediario                                                   | Nominat        |
| 2005**  | Iñaki Gabilondo              | Noticias Cuatro                                              | Nominat        |
| 2004*** | Jesús Vázquez Martínez       | Allá tú                                                      | Guanyador      |
| 2004*** | Javier Sardà                 | Crónicas marcianas                                           | Nominat        |
| 2004**  | Matías Prats                 | Antena 3 Noticias                                            | Guanyador      |
| 2004**  | Lorenzo Milá                 | Telediario                                                   | Nominat        |
| 2003    | Javier Sardà                 | Crónicas marcianas                                           | Guanyador      |
| 2003    | Ramón García                 | Grand Prix i Un domingo cualquiera                           | Nominat        |
| 2003    | Manel Fuentes                | La Noche con Fuentes y Cía                                   | Nominat        |
| 2003**  | Matías Prats                 | Antena 3 Noticias                                            | Guanyador      |
| 2002    | Javier Sardà                 | Crónicas marcianas                                           | Guanyador      |
| 2002    | Manel Fuentes                | La Noche con Fuentes y Cía                                   | Nominat        |
| 2002    | Carlos Lozano                | Operación Triunfo                                            | Nominat        |
| 2001    | Carlos Lozano                | Operación Triunfo                                            | Guanyador      |
| 2002    | Manel Fuentes                | La Noche con Fuentes y Cía                                   | Nominat        |
| 2001    | Javier Sardà                 | Crónicas marcianas                                           | Nominat        |
| 2000    | Carlos Sobera                | ¿Quién quiere ser millonario?                                | Guanyador      |
| 2000    | Bertín Osborne               | Lluvia de estrellas                                          | Nominat        |
| 2000    | Javier Sardà                 | Crónicas marcianas                                           | Nominat        |
| 1999    | Constantino Romero           | Alta Tensión                                                 | Guanyador      |
| 1999    | Ramón García                 | Todo en familia, Grand Prix i El gran concurso del siglo     | Nominat        |
| 1999    | Javier Sardà                 | Crónicas marcianas                                           | Nominat        |
| 1998    | Javier Sardà                 | Crónicas marcianas                                           | Guanyador      |
| 1998    | Ramón García                 | La llamada de la suerte, Grand Prix i ¿Qué apostamos?        | Nominat        |
| 1998    | Jaime Bores                  | Digan lo que digan                                           | Nominat        |
| 1997    | Javier Sardà                 | Crónicas marcianas                                           | Guanyador      |
| 1997    | Ramón García                 | Grand Prix y ¿Qué apostamos?                                 | Nominat        |
| 1997    | Lorenzo Milá                 | La 2 Noticias                                                | Nominat        |
| 1996    | Constantino Romero           | La Parodia Nacional                                          | Guanyador      |
| 1996    | Ramón García                 | Grand Prix i ¿Qué apostamos?                                 | Nominat        |
| 1996    | Lorenzo Milá                 | La 2 Noticias                                                | Nominat        |
| 1995    | Francisco Lobatón            | Quién sabe dónde                                             | Guanyador      |
| 1995    | Ramón García                 | ¿Qué apostamos?, Cuando calienta el Sol i Aquí jugamos todos | Nominat        |
| 1995    | Pepe Navarro                 | Esta noche cruzamos el Mississippi                           | Nominat        |
| 1994    | Pepe Carrol                  | Genio y figura                                               | Guanyador      |
| 1994    | Francisco Lobatón            | Quién sabe dónde                                             | Nominat        |
| 1994    | Ángel Garó                   | Sí o no                                                      | Nominat        |
| 1993    | Emilio Aragón                | El Gran Juego de la Oca i Noche, noche                       | Guanyador      |
| 1993    | Francisco Lobatón            | Quién sabe dónde                                             | Nominat        |
| 1993    | Iñaki Gabilondo              | Gente de primera                                             | Nominat        |
| 1992    | Francisco Lobatón            | Quién sabe dónde                                             | Guanyador      |
| 1992    | Alfons Arús                  | Al ataque                                                    | Nominat        |
| 1992    | José María Carrascal         | Antena 3 Noticias                                            | Nominat        |
| 1991    | Emilio Aragón                | VIP Noche i VIP Guay                                         | Guanyador      |
| 1991    | Constantino Romero           | El tiempo es oro                                             | Nominat        |
| 1991    | Jesús Vázquez Martínez       | Hablando se entiende la basca i La quinta marcha             | Nominat        |
| 1990    | Emilio Aragón                | VIP Noche i VIP Guay                                         | Guanyador      |
| 1990    | Alfonso Arús                 | Vídeos de Primera                                            | Nominat        |
| 1990    | Pedro Piqueras               | Telediario                                                   | Nominat        |
| 1989    | Pepe Navarro                 | El día por delante                                           | Guanyador      |
| 1988    | Joaquín Prat                 | El precio justo                                              | Guanyador      |
| 1987    | Jesús Hermida                | Por la mañana                                                | Guanyador      |
| 1987    | Iñaki Gabilondo              | En Familia                                                   | 2n classificat |
| 1987    | Pablo Lizcano                | Fin de Siglo                                                 | 3r Classificat |
| 1986    | Manuel Campo Vidal           | Telediario                                                   | Guanyador      |
| 1986    | Pedro Ruiz Céspedes          | Esta noche, Pedro                                            | 2n classificat |
| 1986    | José Luis Moreno             | Entre amigos                                                 | 3r Classificat |
| 1985    | Manuel Campo Vidal           | Telediario                                                   | Guanyador      |
| 1985    | José María Íñigo             | Estudio abierto                                              | 2n classificat |
| 1985    | Felipe Mellizo               | Telediario                                                   | 3r Classificat |
| 1984    | Fernando García Tola         | Si yo fuera presidente                                       | Guanyador      |
| 1984    | Pepe Navarro                 | La tarde                                                     | 2n classificat |
| 1984    | José María Íñigo             | Estudio abierto                                              | 3r Classificat |
| 1983    | José María Íñigo             | Estudio abierto                                              | Guanyador      |
| 1983    | Jesús Hermida                | Su turno                                                     | 2n classificat |
| 1983    | Ramon Colom                  | Informe semanal                                              | 3r Classificat |
| 1982    | Jesús Hermida                | Su turno                                                     | Guanyador      |
| 1982    | José María Íñigo             | Estudio abierto                                              | 2n classificat |
| 1982    | Joaquín Prat                 | Otras cosas                                                  | 3r Classificat |
| 1981    | Joaquín Arozamena            | Al cierre                                                    | Guanyador      |
| 1981    | Jesús Hermida                | Su turno i Crónica 3                                         | 2n classificat |
| 1981    | Ramón Sánchez-Ocaña          | Más vale prevenir                                            | 3r Classificat |
| 1980    | Joaquín Prat                 | Cosas                                                        | Guanyador      |
| 1980    | Jesús Hermida                | De cerca                                                     | 2n classificat |
| 1980    | José Luis Balbín             | La clave                                                     | 3r Classificat |
| 1979    | José María Íñigo             | Fantástico                                                   | Guanyador      |
| 1979    | Ramón Sánchez-Ocaña          | Más vale prevenir                                            | 2n classificat |
| 1979    | Pepe Domingo Castaño         | 300 Millones                                                 | 3r Classificat |
| 1978    | José María Íñigo             | Fantástico                                                   | Guanyador      |
| 1978    | Juan Santamaría              | 625 líneas                                                   | 2n classificat |
| 1978    | Joaquín Soler Serrano        | A fondo                                                      | 3r Classificat |
| 1977    | Ladislao Azcona              | Telediario                                                   | Guanyador      |
| 1977    | José María Íñigo             | Esta noche...fiesta                                          | 2n classificat |
| 1977    | Kiko Ledgard                 | Un, dos, tres... responda otra vez                           | 3r Classificat |
| 1976    | José María Íñigo             | Esta noche...fiesta                                          | Guanyador      |
| 1976    | Alfredo Amestoy              | Vivir para ver                                               | 2n classificat |
| 1976    | Kiko Ledgard                 | Un, dos, tres... responda otra vez                           | 3r Classificat |
| 1975    | José María Íñigo             | Directísimo                                                  | Guanyador      |
| 1975    | José Luis Uribarri           | Aquí y Ahora                                                 | 2n classificat |
| 1975    | Santiago Vázquez             | El mundo de la televisión                                    | 3r Classificat |
| 1974    | José María Íñigo             | Hoy 14,15                                                    | Guanyador      |
| 1974    | Alfredo Amestoy              | 35 millones de españoles                                     | 2n classificat |
| 1974    | Juan Antonio Fernández Abajo | Todo es posible en domingo                                   | 3r Classificat |
| 1973    | Juan Antonio Fernández Abajo | Tarde para todos                                             | Guanyador      |
| 1973    | José María Íñigo             | Estudio abierto                                              | 2n classificat |
| 1973    | Santiago Vázquez             | Buenas tardes                                                | 3r Classificat |
| 1972    | Kiko Ledgard                 | Un, dos, tres... responda otra vez                           | Guanyador      |
| 1972    | José María Íñigo             | Estudio abierto                                              | 2n classificat |
| 1972    | Raúl Matas                   | Buenas tardes                                                | 3r Classificat |

* Presentador/a de Varietats i Espectacle 
** Presentador/a de Informatius
*** Presentador/a de Programes d'Entreteniment 

## Estadísitiques

### Més vegades premiat
- 9 Premis: Matías Prats.
- 6 Premis: José María Íñigo.
- 4 Premis: Javier Sardà.
- 3 Premis: Emilio Aragón, Jesús Vázquez.
- 2 Premis: Ángel Martín, Carlos Sobera, Constantino Romero, Francisco Lobatón, Jesús Hermida, Joaquín Prat, Manuel Campo Vidal.

### Més vegades nominat
- 12 Nominacions: José María Íñigo.
- 9 Nominacions: Matías Prats.
- 8 Nominacions: Javier Sardà.
- 7 Nominacions: Lorenzo Milá.
- 6 Nominacions: Ramón García.
- 5 Nominacions: Iñaki Gabilondo, Jesús Hermida, Jesús Vázquez.
- 4 Nominacions: Francisco Lobatón.
- 3 Nominacions: Andreu Buenafuente, Ángel Martín, Carlos Sobera, Constantino Romero, Emilio Aragón, Joaquín Prat, Kiko Ledgard, Manel Fuentes, Pepe Navarro.
- 2 Nominacions: Alfonso Arús, Alfredo Amestoy, Carlos Lozano, Juan Antonio Fernández Abajo, Manuel Campo Vidal, Pablo Motos, Pedro Piqueras, Ramón Sánchez-Ocaña, Santiago Vázquez.